# Boaz Yanai
Boaz Yanai (in ebraico בועז ינאי‎?; Kiryat Shmona, 9 novembre 1952) è un ex cestista israeliano.

## Carriera
Con Israele ha partecipato a sei edizioni dei Campionati europei (1971, 1973, 1975, 1977, 1979, 1981).

## Palmarès
- Coppa di Israele: 1

Hapoel Gvat/Yagur: 1975-76